# François Michel Le Tellier de Louvois

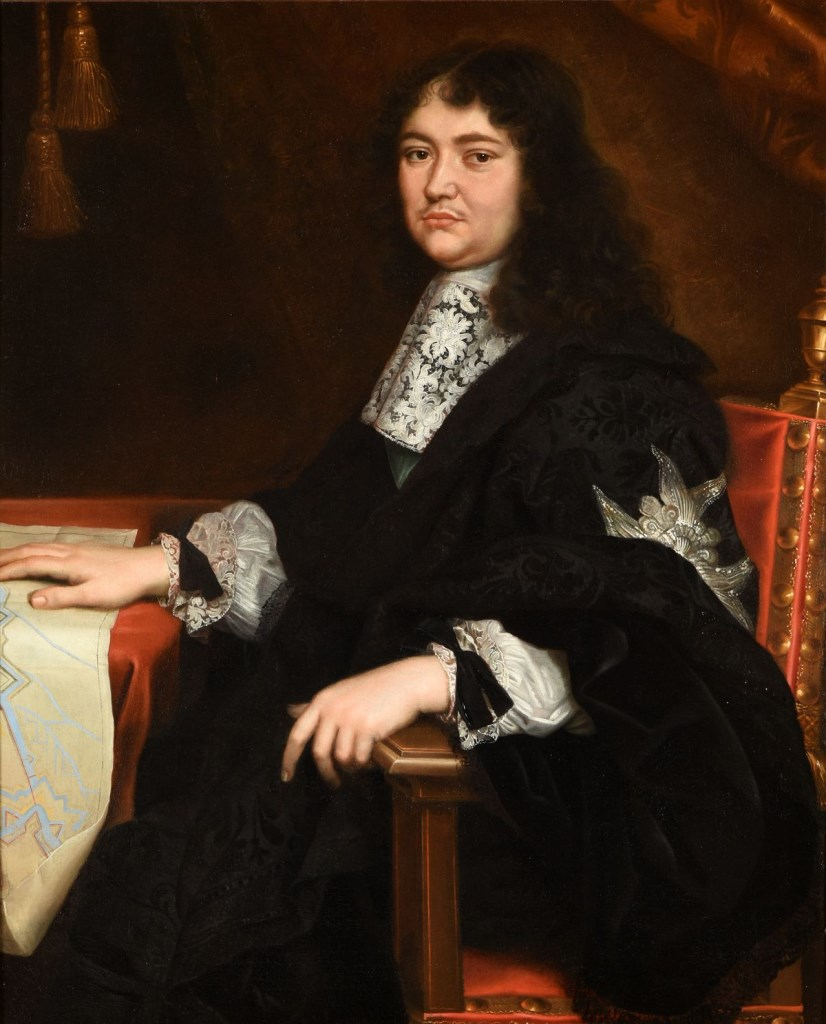
Retrato de François-Michel Le Tellier, marqués de Louvois.

François Michel Le Tellier, Marqués de Louvois (París, 18 de enero de 1641 - Versalles, 16 de julio de 1691), fue un estadista francés que ocupó diversos ministerios y en particular el de la guerra durante el reinado de Luis XIV de Francia.
Célebre ministro de Luis XIV de Francia, hijo del canciller Michel Le Tellier y de Elizabeth Turpin. Sucedió a su padre en el cargo de secretario de Estado del departamento de la Guerra. El ejército le debió su organización: su previsión y su actividad aseguraron el éxito de las campañas de Flandes y del Franco Condado. Desplegó un excesivo rigor con los protestantes y contribuyó poderosamente a la revocación del Edicto de Nantes.

## Biografía
Con solo quince años, su padre consiguió para él el puesto de Secrétaire d’État à la Guerre o ministro de la guerra, que ocuparía a partir de 1677. 
En 1672, ocupó el cargo de ministro de Estado y entró en el consejo real, en donde participó en las intrigas contra Jean-Baptiste Colbert hasta conseguir su puesto de superintendente de Construcciones, Artes y Manufacturas en 1683, desde donde dirigió los trabajos de construcción del Palacio de Versalles.
Como ministro de la guerra, contribuyó a reorganizar y modernizar el ejército, permitiendo la escalada en la jerarquía a los militares en función de sus méritos y no solo por familia, y mejorando el equipamiento, armas e infraestructuras.
Dirigió el ejército que conquistó y ocupó Alsacia, que sería anexionada en 1681.

## Primeros años de vida
Louvois era hijo de uno de los funcionarios más ricos y poderosos de Francia, Michel Le Tellier, secretario para la guerra y amigo del Cardenal Mazarino, primer ministro de Luis XIV. De hecho, después de la muerte del cardenal, muchos observadores pensaron que Le Tellier sucedería a su patrón como primer ministro. Al darse cuenta de que el rey no quería que ningún hombre ambicioso desafiara su autoridad, Le Tellier se borró sutilmente mientras preparaba a su hijo como su reemplazo. Su método era simple: él personalmente dirigió la educación de Louvois mientras plantaba la sugerencia en la mente del rey de que el monarca merecía el crédito por reconocer los talentos administrativos de su hijo. La tarea no fue fácil; Louvois no era un erudito brillante y no recibió más que una educación superficial en el colegio jesuita de Clermont. Era, además, disoluto y parecía estar en camino de convertirse en un derrochador. Si el secretariado iba a permanecer en la familia (Louvois no había adquirido más que el derecho de sucesión en 1655), tenía que ser reformado. En consecuencia, su padre lo llevó al departamento de guerra y lo sometió a una férrea disciplina que llevó al joven al punto de la rebelión. Sin embargo, emergió muy trabajador, sumamente confiado en su propia habilidad y con una amplia experiencia en la administración militar.

## Carrera como ministro
A medida que aumentaron sus conocimientos, también lo hizo su posición: en 1662 obtuvo el derecho a ejercer las funciones de su padre en ausencia o incapacidad de éste. El mismo año, mejoró su posición social al casarse con Anne de Souvré, hija del marqués de Courtenvaux. En 1665, el rey concedió a Louvois el derecho de manejar todas las funciones de la oficina de Le Tellier y de firmar todos los papeles, pero solo en presencia de su padre. Su primera prueba importante vino en la Guerra de Devolución (1667-1668) entre Francia y España por el reclamo de Luis XIV sobre los Países Bajos Españoles, cuando Louvois acompañó al rey a la batalla. Aunque esta campaña reveló una preocupante falta de suministros, Louvois aprendió bien sus lecciones y su competencia quedó incuestionable. Sin embargo, Le Tellier siguió guiando a su hijo hasta 1677, cuando el padre aceptó el cargo de canciller de Francia. Hasta esta fecha, Luis XIV tenía de hecho dos secretarios de guerra, padre e hijo, que cooperaban estrechamente. De hecho, el hijo consultó a su padre hasta la muerte de este último en 1685. La exitosa carrera de Louvois se vio empañada por dos actos: La que condujeron a la revocación en 1685 del Edicto de Nantes, que había concedido a los protestantes franceses ciertas libertades, y la destrucción del Palatinado. Los historiadores han acusado a Louvois de originar el acantonamiento de tropas en hogares protestantes con la intención de forzar la conversión al catolicismo romano. Investigaciones recientes, sin embargo, han demostrado que él no fue el responsable de esta medida. En cambio, fueron obra de subordinados ambiciosos, que vieron sobrepasar la letra que la ley conducía al favor real. Sin embargo, aunque Louvois no tenía fuertes sentimientos religiosos, fue culpable de complicidad. Como político astuto, reconoció el interés de Luis XIV por la unidad religiosa y estuvo de acuerdo con los deseos del rey. Personalmente, no le gustaban los métodos porque fomentaban la falta de disciplina entre las tropas. Finalmente, durante los difíciles años de la Guerra de la Liga de Augsburgo (1689-1697), circularon rumores en la corte sobre la inminente caída en desgracia de Louvois y, según sus contemporáneos, solo su repentina muerte en julio de 1691 lo salvó del encarcelamiento en la Bastilla. La mayoría de los historiadores, sin embargo, rechazan esta teoría.

## Legado
La mayoría de los historiadores han otorgado a Louvois toda la gloria por perfeccionar la maquinaria militar francesa. En realidad, Le Tellier fue el innovador; Louvois fue sólo el brillante administrador que llevó a buen término las reformas de su padre. Sin embargo, Louvois había hecho bien su trabajo. Después de su muerte, el ejército francés siguió siendo uno de los más formidables de Europa.